# Le Mesnil-Caussois
Le Mesnil-Caussois é uma ex-comuna francesa na região administrativa da Normandia, no departamento de Calvados. Estendeu-se por uma área de 4,23 km². Em 2010 a comuna tinha 123 habitantes (densidade: 29,1 hab./km²).
Em 1 de janeiro de 2017 foi fundida com as comunas de Saint-Sever-Calvados, Champ-du-Boult, Courson, Fontenermont, Le Gast, Le Mesnil-Benoist, Mesnil-Clinchamps, Saint-Manvieu-Bocage e Sept-Frères para a criação da nova comuna de Noues de Sienne.